# 정9위
정9위(正九位)는 일본의 위계 중 하나이다. 종8위 아래, 종9위의 위에 위치하는 위계이다.

## 개요
정9위는 메이지 시대 초기 태정관제에서 1869년 메이지 2년 7월에 제정되고, 같은 해 8월 22일에 규정된 직원령에 의해 마련되었다. 정9위는 신기관의 관장(官掌), 민부성의 사생(史生) 등에 해당한다.
영전으로 위계 제도가 정해진 서위조례, 위계령에는 9위는 없다.

## 같이 보기
- 관위
- 추증
- 대부